# Éric Beugnot
Éric Beugnot (Cliron, 22 marzo 1955) è un ex cestista francese.
È il fratello di Gregor Beugnot e il figlio di Jean-Paul Beugnot.

## Carriera
Con la Francia ha disputato i Giochi olimpici di Los Angeles 1984, i Campionati mondiali del 1986 e cinque edizioni dei Campionati europei (1977, 1979, 1981, 1983, 1987).

## Palmarès
- Campionato francese: 3

Le Mans: 1977-78, 1978-79, 1981-82